# 6 come sei
6 come sei è il primo EP del cantautore italiano Gigi D'Alessio, pubblicato il 18 settembre 2009 dalla Sony Music.

## Tracce
1. Non riattaccare – 4:33
2. Un pugno nel cuore – 4:24
3. Un manuale d'amore – 4:19
4. E poi ... poropopo – 3:51
5. Vivere senza di te – 4:09
6. Gente come noi – 4:53

## Formazione
- Gigi D'Alessio – voce
- Maurizio Fiordilisio – banjo, bouzouki
- Francesco D'Alessio – tastiera, pianoforte
- Adriano Pennino – tastiera, pianoforte

## Classifiche
| Classifica (2009) | Posizione massima |
| ----------------- | ----------------- |
| Italia            | 2                 |